# Agatha av Bysans
Agatha av Bysans, död efter 959, var en bysantinsk prinsessa.
Hon var dotter till kejsar Konstantin VII. 
Agatha kom att spela en politisk roll. Hon var sin fars förtrogna, och fungerade med tiden som hans privata sekreterare. Hon läste upp sin fars ministrars rapporter för honom och skrev ut hans svar och dokument och vidarebefordrade hans order. När Konstantin VII blev sjuk, skötte han statens affärer med Agatha som sin medlare, och hon fungerade därmed i praktiken, om än inte formellt, som hans regent. 
När Konstantin VII avled 959 och efterträddes av sin son kom den nya kejsarinnan Teofano att rensa ut sin makes familj för att oskadliggöra alla potentiella politiska hot. Hon lät gripa och spärra in kejsarens bröder i kloster. Hon lät sedan handgripligen spärra in även makens systrar, särskilt Agatha, som på grund av sin politiska roll uppfattades som en politisk rival, i kloster. Deras mor Helena försökte ingripa, men lyckades bara undvika att själv låsas in i kloster genom att hota sin son med en mors förbannelse. 